# Todo Seu (canção)
"Todo Seu" é uma canção do cantor e produtor brasileiro Latino lançada no dia 12 de novembro de 2015. O single traz a participação do cantor pernambucano Well, que assina a composição da música ao lado de Latino. A faixa foi produzida por o cantor pernambucano Well Assis  e o DJ Cuca em São Paulo.
Após um mês de lançamento, a canção alcançou a 6ª posição das paradas da Billboard Brasil.

## Vídeo musical
O clipe para a canção foi gravado em uma fábrica desativada em São Paulo, a produção mostra o músico dançando ao ritmo do gênero Bachata, com várias dançarinas ao seu redor, o clipe traz também tem a participação da modelo e apresentadora Mari Gonzalez que interpreta seu par romântico no vídeo.

## Lista de faixas
| Download digital no iTunes |                               |         |  |
| N.º                        | Título                        | Duração |  |
| 1.                         | "Todo Seu" (feat. Well Assis) | 3:38    |  |

## Desempenho nas tabelas musicais
| Tabela musical (2015)                     | Melhor posição |
| ----------------------------------------- | -------------- |
| Brasil - Billboard Brasil Hot 100 Airplay | 6              |

## Todo Seu (Remix)
No dia 18 de fevereiro de 2016 é lançada a versão remix da faixa, como segundo single promocional. No remix feito pelo próprio Well Assis junto com o produtor Mister Jam, a faixa ganha uma "nova roupagem" e com a adição de um saxofone sendo tocado por Jonas Campelo.
| Download digital no iTunes |                                       |         |  |
| N.º                        | Título                                | Duração |  |
| 1.                         | "Todo Seu (Remix)" (feat. Well Assis) | 4:09    |  |

## Desempenho nas tabelas musicais
| Tabela musical (2016)                     | Melhor posição |
| ----------------------------------------- | -------------- |
| Brasil - Billboard Brasil Hot 100 Airplay | 41             |

## Histórico de lançamento
| País   | Data                    | Formato          | Gravadora  |
| ------ | ----------------------- | ---------------- | ---------- |
| Brasil | 10 de fevereiro de 2016 | Airplay          | Sony Music |
| Brasil | 18 de fevereiro de 2016 | Download digital | Sony Music |